# The Farmer's Daughter (film 1913)
The Farmer's Daughter è un cortometraggio muto del 1913. Il nome del regista non viene riportato.

## Trama
In campagna, un giovanotto che viene dalla città rimane ferito in un incidente automobilistico. Ci penserà la figlia del fattore a curarlo e a farlo innamorare di sé.

## Produzione
Il film fu prodotto dalla Essanay Film Manufacturing Company.

## Distribuzione
Distribuito dalla General Film Company, il film - un cortometraggio di una bobina - uscì nelle sale cinematografiche USA il 24 gennaio 1913. Venne presentato anche nel Regno Unito, dove fu distribuito il 10 aprile 1913.